# Himertosoma aciculatum
Himertosoma aciculatum är en stekelart som först beskrevs av André Seyrig 1932.  Himertosoma aciculatum ingår i släktet Himertosoma och familjen brokparasitsteklar. Inga underarter finns listade.